# Ramat HaShofet
Ramat HaShofet (in ebraico רָמַת הַשּׁוֹפֵט‎?, letteralmente "le alture del giudice") è un kibbutz nell'Israele settentrionale. Situato nell'altopiano di Menashe, rientra nella giurisdizione del consiglio regionale di Megiddo. Nel 2017, aveva una popolazione di 1 049 abitanti.

## Geografia fisica
Ramat HaShofet si trova nella regione di Ramot Menashe, nell'Israele settentrionale. Il fiume Shofet scorre vicino al kibbutz e in uno dei suoi rivoli, il torrente Omlosim, c'è un piccolo parco. Circa 400 metri a nord-est del kibbutz c'è una sorgente.

## Origini del nome
"Ramat HaShofet" si traduce letteralmente come "alture del giudice", riferendosi al giudice federale statunitense Julian William Mack (1866 – 1943). Mack era un sionista statunitense, leader in carica come presidente dei fondi di dotazione della Palestina, presidente onorario del Congresso ebraico mondiale, presidente del Congresso ebraico statunitense, Organizzazione sionista d'America e varie altre organizzazioni. Ha partecipato al trattato di Versailles come avvocato di uno stato ebraico in Palestina.

## Storia
Nel 1934 due gar'in del movimento Hashomer Hatzair, Mitzpe HaSharon dalla Lituania e LaShihrur dalla Polonia arrivarono nel Mandato britannico della Palestina e mandarono a Mishmar HaEmek per le qualifiche. Mitzpe HaSharon fu mandato a lavorare a Ra'anana mentre LaShihrur a Rehovot.
Il Gar'in di Mitzpe HaSharon (letteralmente "allerta di Sharon") fu fondato su una collina di 20 persone di proprietà del Fondo Nazionale Ebraico a circa 4 chilometri da Ra'anana. Il piccolo kibbutz, che contava 80 membri nel 1937, gestiva una fattoria di ortaggi, ma non poteva fornire lavoro a tutti i membri, quindi lavorarono anche a Ra'anana e Kfar Nahman (oggi parte di Ra'anana). Il piccolo kibbutz non aveva collegamenti stradali ed era circondato da terreni di proprietà di arabi. Nel 1940, 60 membri del kibbutz lavoravano a Ra'anana.
Il gar'in di LaShihrur (letteralmente "per la liberazione") fu fondato su una collina vicino alla stazione ferroviaria di Rehovot. Il kibbutz aveva scarsi mezzi di trasporto e i residenti ricevettero denunce a causa del loro lavoro vicino alla ferrovia. Gli anziani del piccolo kibbutz lavoravano a Rehovot e anche i loro figli studiavano lì. Nel 1943, prima della partenza di tutti i membri per Ramat HaShofet, il kibbutz contava 186 membri, tra cui 46 bambini.
I due gruppi si unirono e decisero di fondare questo kibbutz il 2 novembre 1941 con il sostegno del Keren Hayesod, su un terreno di proprietà del Fondo Nazionale Ebraico. Ebrei provenienti da Bulgaria, Ungheria, Romania e Argentina si unirono successivamente al kibbutz. Il kibbutz fu fondato inizialmente da un gruppo di 20 membri che, una volta arrivati, iniziarono a lavorare le terre.
Nei primi anni i membri hanno lavorato per liberare e preparare il terreno per l'agricoltura. Svilupparono buoni rapporti con il villaggio arabo di al-Rihaniyya. Nel 1942 furono costruite le prime strutture permanenti e nel 1943 fu costruito un laboratorio di falegnameria. Nello stesso anno, il resto di LaShihrur venne da Rehovot e si stabilì nel nuovo kibbutz. Dopo che al-Rihaniyya si spopolò a seguito della guerra arabo-israeliana del 1948, Ramat HaShofet ed Ein HaEmek presero le sue terre.
Nel 1954 il kibbutz era collegato al sistema di approvvigionamento idrico nazionale gestito dalla Mekorot.
Nel 2003 il kibbutz venne privatizzato e nel 2005 si trasferirono nuove famiglie.
Nel settembre 2010 fu completata la prima sezione di un nuovo quartiere chiamato HaSadeh ("il campo"). La seconda e la terza sezione sono state completate tra il 2012 e il 2013. Il quartiere ha 61 case con 500 metri quadrati (5.400 piedi quadrati) per ogni casa.